# Charles-Honoré Lannuier
 Charles-Honoré Lannuier  est un ébéniste français qui réalise sa carrière à New York. Il est né le 27 juin 1779 à Chantilly et mort le 16 octobre 1819 à New York. Il est considéré, avec Duncan Phyfe, comme l’un des deux grands ébénistes new-yorkais du début du XIXe siècle et ce malgré une carrière courte.

## Biographie
Dernier d’une famille de 10 enfants, Charles-Honoré est formé jeune à l’ébénisterie par l’un de ses grands frères, Nicolas-Louis-Cyrille Lannuier. En 1803, à l’âge de 24 ans, il part s’installer à New York, peut-être pour échapper aux troubles succédant à la Révolution. Son installation sera facilitée par un autre de ses frères, Maximilien-Michel-Cyrille-Auguste Lannuier, un confectionneur qui s’était installé à New York un peu avant. Il épousera une New-Yorkaise d’origine française, Thérèse Baptiste. 
Charles-Honoré Lannuier connait le succès sur la scène new-yorkaise et le reste des États-Unis en produisant des meubles de qualité de style  Directoire, Consulat, et Empire. Il est influencé par Pierre de La Mésangère, Charles Percier et Pierre François Léonard Fontaine. Ses œuvres sont facilement identifiables car elles portent des marques et Estampilles bilingues, utilisées systématiquement par Charles-Honoré Lannuier.
Ses œuvres se retrouvent dans plusieurs musées américains comme le Metropolitan Museum of Art, ainsi qu’à la Maison-Blanche.